# Raymond de Péreille
Raymond de Péreille (ou Raimond de Péreille ou en occitan Raimon de Perelha), né en 1185, descendant des seigneurs de Mirepoix en Ariège, il fut le seigneur cathare de Montségur.

## Biographie
Selon Adelin Moulis, il naît vraisemblablement au château de Péreille et prit le patronyme de sa mère, Fournière de Perelha. Marié en 1205 à Roquefixade avec Corba de Lanta, fille de Jourdan de Lanta et de Marquiesa de Villemur de Pailhès. Il eut 4 filles et un fils.
Il reconstruit le château de Montségur à partir de 1204 en place forte.
Au « Pas de las Portas » vers le castrum de Massabrac sur l'actuelle commune de Bénaix, il rencontre en 1232 une délégation conduite par l’évêque cathare Guilhabert de Castres. Raimond est sollicité pour que Monségur devienne le « siège et la tête » du catharisme. Ce qu’il acceptera, cet acte fondateur sera lourd de conséquences pour les décennies à venir…
Ainsi, Montségur accueille des chevaliers faydits dépossédés de leurs terres par le traité de Meaux signé en 1229. Au nombre de ces derniers figure Pierre-Roger de Mirepoix, cousin et gendre de Raimond, et qui sera le chef militaire de la forteresse de Montségur.
En janvier 1244, il reçoit avec Pierre-Roger de Mirepoix l'ingénieur Bertrand de la Bacalaria envoyé par comte de Toulouse Raymond VII qui construira à Montségur une machine de jet à contrepoids pour contrer celle des croisés.
Raimond, avec le consentement de l'évêque cathare Bertrand Marti, décide de négocier la reddition du château à l'issue du siège de Montségur, lors de pourparlers début mars 1242. Il s'échappera ensuite. Tous les cathares qui refusèrent de renier leur foi périrent sur le bûcher soit plus de 200 suppliciés dont sa femme, une de ses filles (Esclarmonde de Péreille) et sa belle-mère.
Il sera emprisonné à Carcassonne. La dernière trace écrite de Raimond est le 9 mai 1244, lors d'un interrogatoire.